# Partia Integracji z Wielką Brytanią
Partia Integracji z Wielką Brytanią (ang. IWBP – Integration with Britain Party) – nieistniejąca gibraltarska partia polityczna, założona w 1967 roku. Pomimo że nigdy nie wygrała wyborów, sprawowała rządy na Gibraltarze w latach 1969-1972, kiedy urząd szefa ministrów Gibraltaru sprawował jej przewodniczący Robert Peliza.
Partia została założona w lutym 1967 roku przez byłego członka Stowarzyszenia na Rzecz Rozwoju Praw Obywatelskich Roberta Pelizę. Program partii zakładał pełną integrację z Wielką Brytanią, łącznie z wyborem członków brytyjskiego parlamentu z terytorium Gibraltaru.
W wyborach do Izby Zgromadzenia w 1969 roku najwięcej, bo 7 mandatów zdobyło Stowarzyszenie na Rzecz Rozwoju Praw Obywatelskich. Partia Integracji z Wielką Brytanią dostała 5 mandatów, a Isola Group 3 mandaty. Stowarzyszenie nie było w stanie uzyskać poparcia braci Isola, co udało się Partia Integracji. Poparli Roberta Pelizę i udało mu się sformować nowy rząd.